# Сюй Вэй (музыкант)
Сюй Вэй (кит. упр. 许巍, пиньинь Xǔ Wēi) (род. 21 июля 1968 года в Сиань, КНР) — китайский рок-музыкант.

## Биография
В 1984 году Сюй Вей начал учиться игре на гитаре в возрасте 16 лет. В апреле 1986 года он участвовал в своем первом соревновании для исполнителей песен под гитару в городе Сиань, и занял на нём первое место. После написания своей первой песни, Сюй отказался сдавать вступительные экзамены в университет и решил посвятить себя музыке.
В конце 1987 года, Сюй Вэй вступил в ряды НОАК, где работал в артистической роте в военном округе Шэньси. В 1988 году он впервые попробовал себя в качестве рок-музыканта. На следующий год ему предложили поступить в Четвёртый Военный Медицинский Университет, но он отверг это предложение. В течение трехлетней службы в армии, Сюй сочинял музыку и писал песни, а также продюсировал некоторые песни в стиле поп.
Сюй Вэй демобилизовался из армии зимой 1990 года. Тогда же он приобрел известность как один из самых выдающихся гитаристов-авангардистов Сиани.
В 1993 году он основал группу Fly (飞). По прошествии нескольких лет, Сюй Вэй в своих работах показал себя динамичным артистом и приобрел известность за собственный неповторимый стиль. Он до сих пор пишет и записывает песни в стиле рок, но в последние годы на его стиль большое влияние оказал и поп.

## Личная жизнь
Музыкант женился в 1998 году на девушке, с которой служил в армии в одной роте. Сюй Вэй признает, что его супруга очень сильно повлияла на его творчество. Так, две песни из его второго альбома «Год», «Домой» и «Тепло» посвящены ей.

## Дискография

### Альбомы
- 1997 — 在别处 (В другом месте)
- 2000 — 那一年 (Год)
- 2002 — 时光·漫步 (Время-прогулка)
- 2004 — 每一刻都是崭新的 (Каждое новое мгновение)
- 2006 — 在路上…… (В Пути)
- 2008 — 爱如少年 (Незрелая любовь)
- 2012 — 此时此刻 (В этот момент)

### Синглы
- 2005 — 光明之门 (Лёгкая дверь)
- 2006 — 南无观世音菩萨 (Намо Бодхисаттва)
- 2006 — I have a dream
- 2006 — 你 (Вы)
- 2007 — 风行 (Популярность)
- 2010 — 晨星 (Утренняя звезда)
- 2015 — 第三极 (Третий полюс)